# نيفيل تونغ
نيفيل تونغ (بالإنجليزية: Neville Tong) هو دراج بريطاني، ولد في 1934.

## وصلات خارجية
- نيفيل تونغ على موقع أرشيف الدراجات (الإنجليزية)
- نيفيل تونغ على موقع اتحاد ألعاب الكومنولث (مؤرشف) (الإنجليزية)